# Pôle Comenius
Le Pôle éducatif protestant de Strasbourg, ou « Pôle Comenius », est une association créé en 2005 qui regroupe le collège Lucie Berger et le gymnase Jean-Sturm, accueillant des classes de la maternelle à la Terminale.

## Les établissements

### Le collège Lucie Berger

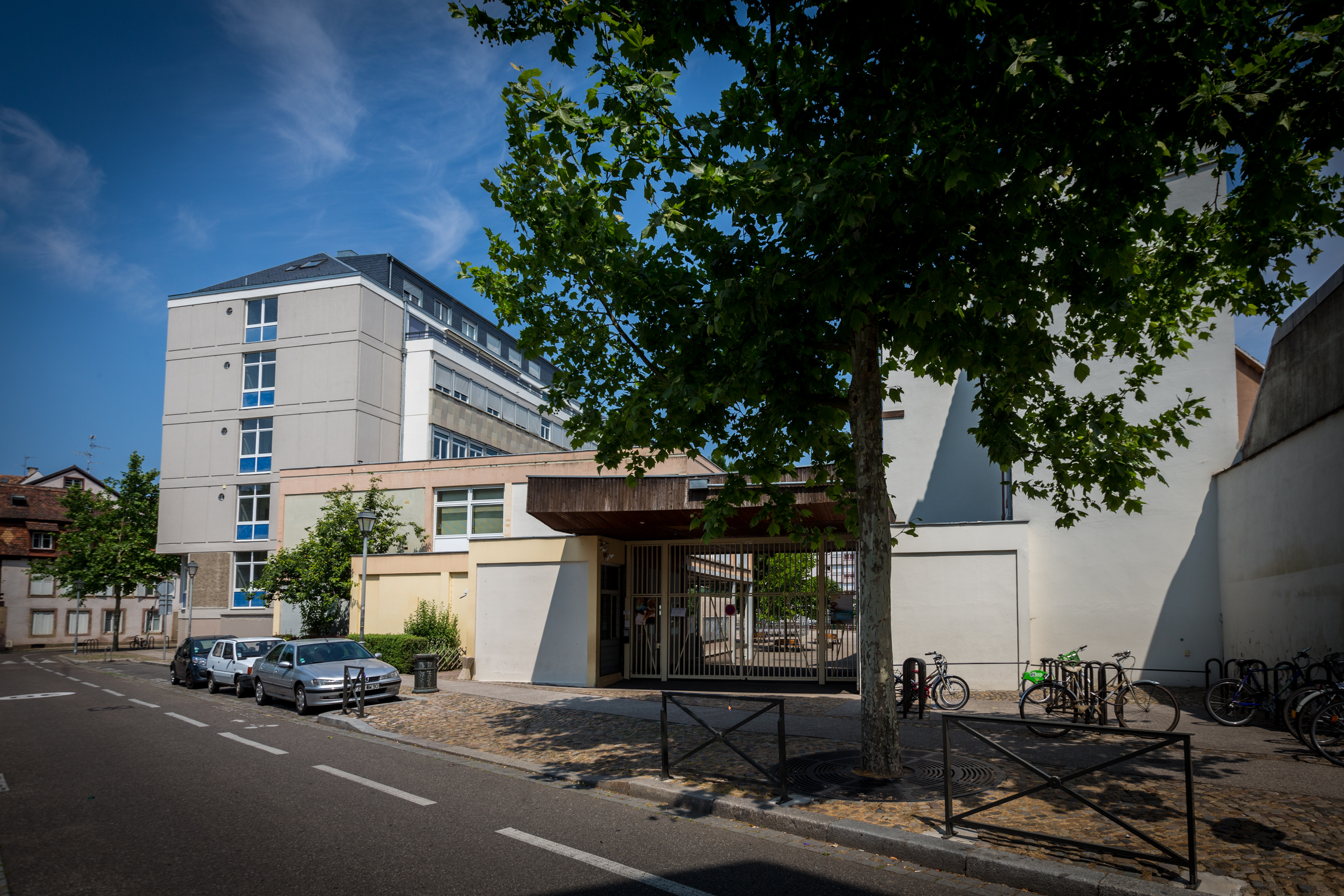
Le collège Lucie-Berger.

Le collège Lucie Berger est créé en 1871, avec l'appui des Diaconesses de Strasbourg et à l'instigation du pasteur François-Henri Haerter, par Lucie Berger (1836-1906), qui appartient à la lignée d'éditeurs Berger-Levrault et dirige l'établissement. En 1919, le collège prend le nom de sa fondatrice.
Cet établissement mixte accueille les élèves de la maternelle à la classe de 5e. Il est situé au 1, rue des Greniers, à Strasbourg.

### Le gymnase Jean Sturm

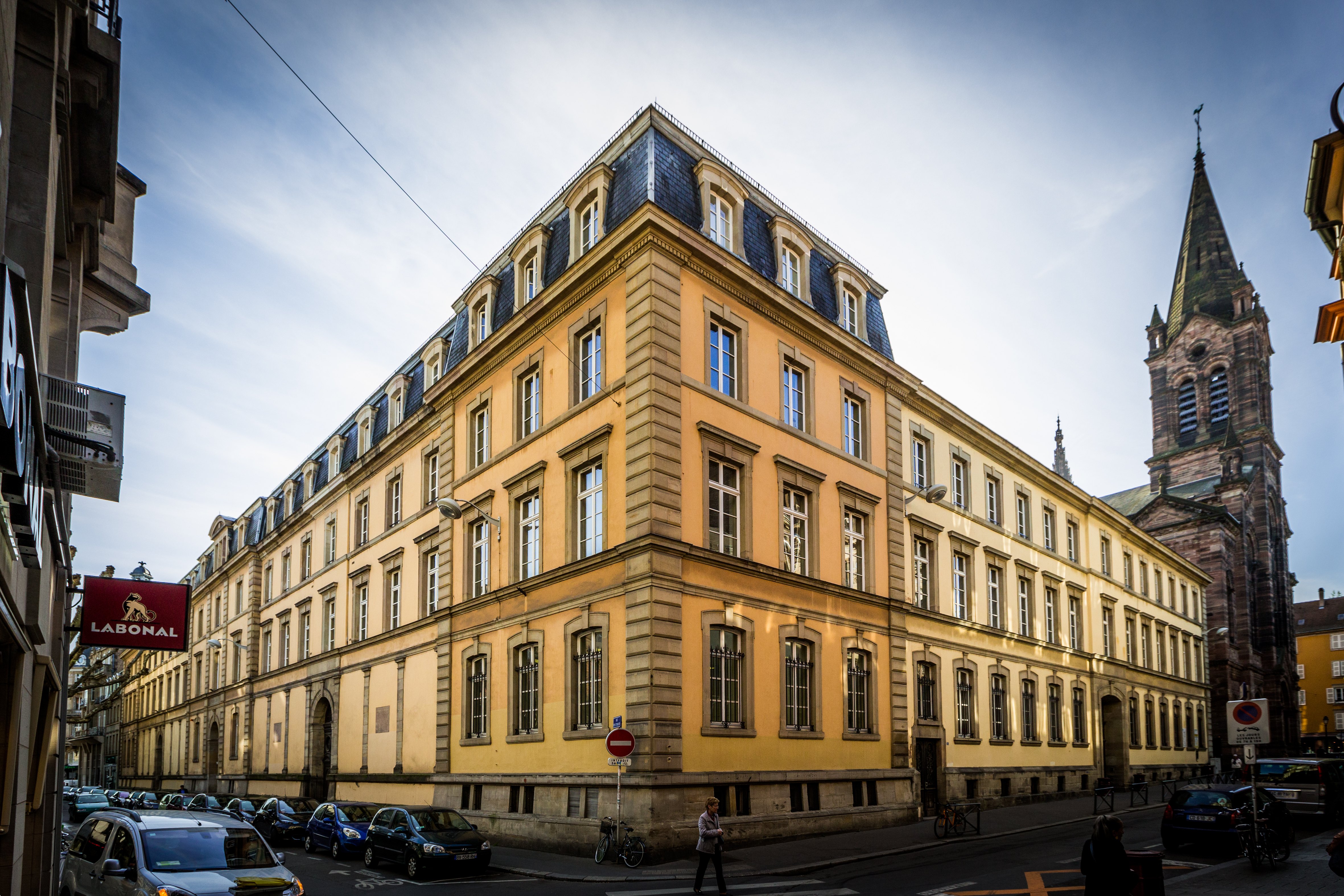
Le gymnase Jean-Sturm.

Le gymnase Jean-Sturm, dit le « Gymnase » ou tout simplement « Sturm», est créé en 1538 à l’initiative du Chapitre de Saint-Thomas, organe dirigeant de l'Église protestante luthérienne, dans les locaux de l’ancien couvent des Dominicains, sous le nom de Schola Argentoratensis. Le Magistrat cherche alors à faire de Strasbourg, qui est déjà l’un des grands creusets de la Réforme, une ville reconnue pour la qualité de ses savants.
Le gymnase Jean Sturm est un établissement mixte qui accueille les élèves de la classe de 4e à la Terminale, situé au 8, place des Étudiants, à Strasbourg.

### Actions spécifiques
Les établissements du Pôle Comenius aident plusieurs associations caritatives et notamment le Mécénat Chirurgie cardiaque, qui permet à des enfants venant de pays défavorisés atteints de malformations cardiaques de se faire opérer en France